# 山本隆太郎

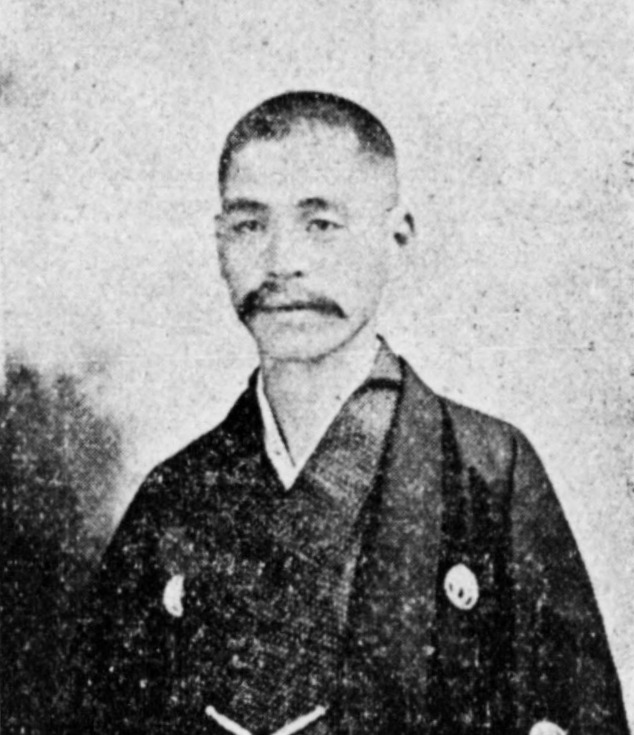
山本隆太郎

山本 隆太郎（やまもと りゅうたろう、1862年10月31日（文久2年9月9日）– 1942年（昭和17年）8月7日）は、明治から昭和前期の農業経営者、実業家、政治家。衆議院議員。

## 経歴
紀伊国日高郡、のちの和歌山県日高郡南部村（南部町を経て現みなべ町）で、山本定八の長男として生まれる。農業を営んだ。
1888年（明治21年）10月の補欠選選挙で和歌山県会議員に当選し、1892年（明治25年）に再選された。1894年（明治27年）3月、第3回衆議院議員総選挙で和歌山県第3区から義伯父・山本登の後継として出馬し初当選し、県会議員を辞職。第4回、第5回総選挙で再選された。1898年（明治31年）9月、県会議員に当選し、1899年（明治32年）に再選された。1902年（明治35年）8月、第7回総選挙で当選し県会議員を辞職した。県会議員として通算4期・9年6ヵ月間在任し、常置委員、参事会員を務めた。1903年（明治36年）の第8回総選挙でも当選し、衆議院議員を通算5期務めた。
政界を引退後、和歌山市西汀町に転居し、和歌山米穀株式綿糸取引所理事、関西土地興業取締役などに就任。晩年は松井伊助の六三園支配人などを務めた。

## 親族
- 義伯父 山本登（衆議院議員）[1]

## 脚註
1. 1 2 3 4 5 6 7 8 9 10 11 12 13 14  『和歌山県議会歴代議員名鑑』143-144頁。
2. 1 2 3 4 5 6 7 8  『議会制度百年史 - 衆議院議員名鑑』696頁。
3. 1 2 3 4 5 6  『和歌山県史 人物』508頁。